# Ephesiopsis guayanae
Ephesiopsis guayanae är en ringmaskart som beskrevs av Hartman och Fauchald 1971. Ephesiopsis guayanae ingår i släktet Ephesiopsis och familjen Sphaerodoridae. Inga underarter finns listade i Catalogue of Life.